# Eriocaulon pulchellum
Eriocaulon pulchellum är en gräsväxtart som beskrevs av Friedrich August Körnicke. Eriocaulon pulchellum ingår i släktet Eriocaulon och familjen Eriocaulaceae. Inga underarter finns listade i Catalogue of Life.